# Skagen Odde Naturcenter
Skagen Odde Naturcenter er et museum og oplevelsescenter beliggende ved Skagen. Centeret byder hvert år på nye udstillinger indenfor arkitektur og kunst, foruden en fast afdeling om den unikke natur på Skagens Odde.
Det 4.000 kvadratmeter store center er tegnet af den danske arkitekt Jørn Utzon i 1989 og opført under ledelse af sønnen, Jan Utzon, i 1999 – 2000. Naturcentret slog dørene op for første gang d. 19. maj 2000.